# Зазирни у мої сни
«Зазирни у мої сни» — роман у жанрі драматичного технотрилера українського письменника Макса Кідрука. Виданий у вересні 2016 року та презентований на Форумі видавців. Книга з оригінальним сюжетом стала третьою в серії технотрилерів письменника. До цього світ вже побачили ще дві книги жанру: «Бот» та «Бот: Ґуаякільський парадокс».
У книзі розповідається про п'ятирічного хлопчика Тео, в якого під час операції на 36 секунд зупиняється серце. Хоч лікарям і вдалося витягнути хлопчика зі стану клінічної смерті, з хлопчиком після операції починає відбуватись щось надприродне. Уві сні до нього навідується якась лиха сила. Родина намагається дізнатись, що ж не так із їх сином і звертається до лікарів. Але це «лихе» починає усвідомлювати, що за ним спостерігають .
Ідея книги з'явилася у Максима Кідрука після прочитання ним статті американського вченого Джека Л. Ґалланта, що першим зумів розкодувати нервові імпульси та відтворити те, що бачить людина. Це відкриття ознаменувалось можливістю «зазирнути людині у сон» .
26 вересня 2016 року автор поїхав із романом «Зазирни у мої сни» в промо-тур, що розпочався в Рівному. Автор відвідав понад два десятки українських і низку німецьких міст протягом двох місяців .
Літературні критики та оглядачі позитивно сприйняли роман. Тетяна Трофименко зауважила професійний ріст автора в книзі та висловила впевненість у зайняття ним чільних позицій у сучасній українській літературі в майбутньому .
Книжка увійшла у Довгий список літературної премії Книга року ВВС-2016, а згодом і у короткий.

## Сюжет
Мирон Белінський, мешканець Рівного, живе з дружиною Євою та сином Теодором, якого називають Тео. В ранньому дитинстві у Тео стається запалення, що загрожує серйозними ускладненнями. Хлопчика вчасно лікують, але хірург повідомляє, що під час операції чомусь на пів хвилини в Тео зупинилося серце. Після цього випадку поведінка Тео тривожно змінюється: він безпричинно плаче вночі, час від часу застигає, не реагуючи на події навколо. Пізніше в нього стаються напади сомнамбулізму. Батьки везуть хлопчика на огляд, де в нього діагностують епілепсію, але діагноз не підтверджують.
У 2015 фінансове становище родини сильно погіршується. Мирон починає підробляти таксистом окрім основної роботи в кол-центрі. Несподівано до нього приїжджають двоє агентів ФБР, які показують, що з його особистої електронної скриньки було відправлено лист про деталі доставки великої партії наркотиків. Чоловік запевняє, що не відправляв його та починає підозрювати в цьому свою дружину. Вдома Тео каже, що це він написав листа, до чого його змусив невідомий Аймонт, але батько не вірить. Незабаром той свариться з одним чоловіком, Новаком, на вулиці, який погрожує Мирону розправою. Після цього Мирона виганяють з роботи. Його знову розшукує ФБР, вже за другий лист — про підготовку теракту в Вашингтоні. Чоловік поспішає додому, де виявляє, що двері квартири вибито, а Тео зник. Агент ФБР Ліза Торнтон спантеличена викраденням дитини. Батьки розмішують оголошення з прикметами Тео, поки поліцейський Станкевич розшукує його. Тим часом у Вашингтоні справді стається теракт.
Єва після викрадення перебуває в пригніченому стані. Її страх перед електрикою посилюється — давня фобія, зумовлена дитячою травмою, коли струмом убило її друга. За тиждень Тео знаходять в ліфті одного з будинків. Він не пам'ятає що сталося, а в його шортах виявляється записка «сподіваюся, це було востаннє». Єва дивно реагує на цю фразу, ніби вкрай нажахана. Хлопчика забирають додому, та Мирон тепер розчарований в собі, що не вберіг сина. Невдовзі агенти ФБР пропонують йому переїхати з дружиною й сином до США. Вони вважають, що один пристрій для зчитування сигналів кори головного мозку допоможе з'ясувати що відбувалося з Тео. Мирон категорично відмовляється. Єва після прочитання записки стає ще дивніша та починає курити. Мирон підозрює, що дружина щось приховує, і вираховує пароль від її профілів у Вконтакті та Facebook. Він виявляє переписку з якимось Новаком, якого Єва просила повернути сина. Єва зізнається, що зрадила Мирну з ним заради грошей, а той потім почав її шантажувати. Мирон забирає сина та їде в США, у Балтимор. Ліза Торнтон погоджується вирішити фінансові проблеми його родини в обмін на обстеження мозку Тео.
Мирон знайомиться з доктором Далтоном, який демонструє пристрій для спостереження з допомогою спеціальної шапки з датчиками того, що бачить в цей момент людина. Пристрій показує не те, що потрапляє в поле зору, а те, що сприймає мозок. Коли шапку одягають на Тео, вдається що він бачить під час нападів сомнамбулізму. Хлопчик бачить темного чоловіка, котрий незрозумілим чином реагує на те, що Мирон подумки кличе сина. Після цього Тео в несвідомому стані нападає на батька. Агент ФБР Норвуд намагається встановити зв'язок цих подій з листами.
Від матері надходить звістка про смерть Миронового батька, що покинув родину багато років тому. В той же час Мирон розуміє кого бачив Тео — це загиблий наркоторговець Матео Кампо на прізвисько Даймонд (що здалося Тео за Аймонт). Він загинув від рук бандитів того ж дня і тієї ж миті, коли хлопчикові робили операцію. Ліза розповідає біографію Матео та як батько поставив йому тавро за халатність на фермі — цей знак у вигляді ромба на обличчі став відмітною рисою злочинця. Матео був інформатором ФБР, за що його імовірно і вбили спільники. Норвуд спантеличений і наляканий цим, він ледве не стріляє в Мирона, проте його рятують агенти ФБР, яких Тео спонукав приїхати, якось знайшовши приховану відеокамеру.
Ліза показує запис із іншої відеокамери в Мироновому будинку, де видно як Тео вночі бере ніж і стоїть біля сплячого батька, а потім іде. Згодом Тео ледве не випиває отруйний розчин. Лікар Джено Кордона у співпраці з ФБР занурює Тео в стан клінічної смерті, після чого видіння Аймонта в снах зникають. Мирон з сином возить його по Америці відпочити, поки в одному з готелів уночі Тео встає з ліжка та йде до ліфта. Він дістається на дах, де хапає електричні дроти. Мирону ввижається Аймонт, який каже, що це єдиний спосіб покинути тіло Тео. Мирон отямлюється в літаку і згадує жахливу сцену — свого сина, спаленого струмом.

## Створення

### Ідея
Автор оголосив про намір написати книгу з назвою «Зазирни у мої сни» 27 листопада 2013 року під час презентації роману «Твердиня» у Волинській обласній бібліотеці для юнацтва. На цьому заході Максим Кідрук зазначив, що ідея написати роман виникла уже раніше і книга мала бути написана ще перед «Ботом II», однак усе ж вийде друком аж у 2016 році:
|  | Це історія, яка виникла давно і яку я хочу виписати. Мав написати цей твір, а не «Бот II» |

Надихнули до написання майбутньої книги дослідження та, зокрема, стаття американського професора Джека Л. Ґалланта із Каліфорнійського університету в журналі, що йому колись подарували на одній із презентацій Києві. Науковець що першим створив комп'ютерну програму, що здатна аналізувати нервові імпульси та відтворювати те, що бачить людина. Цей проект американського професора відтак ознаменувався справжнім проривом — учені за допомогою техніки зуміли «зазирнути в людський сон».
За словами автора, майбутній трилер мав ґрунтуватися на історії про хлопчика, до якого у снах почало навідуватись щось погане. Вчені намагались якось допомогти хлопчику, спробувавши метод спостереження за його снами.
Задля інтриги щодо власного задуму Максим додав:
|  | Весь треш і «рубалово» в тому романі почнеться тоді, коли ось те «щось», те «недобре», «лихе» зрозуміє, що за ним спостерігають. |

В інтерв'ю «Громадському радіо» на прохання прокоментувати слова, написані Максом у Фейсбуці, що для нього ця книга є довгоочікуваною, автор відповів, що все розпочалось із прочитання книги Саймона Сінека «Почни з чому». На думку письменника, книга спричинила в нього потужний ментальний зсув: «Там йдеться про три запитання, які кожна людина має собі поставити про все, чим вона займається — що? як? чому? Багато хто знає відповіді на перші два питання, але майже ніхто не може сказати чому.»
Дочитуючи роман, Максим вирішив, що мусить знайти для себе відповідь на питання, чому він пише. За словами Максима Кідрука, після прочитання книги в нього підсвідомо з'явилась відповідь на це питання:
|  | Це не просто трилер, там є подвійне дно, там зачіпаються важливі питання. |

### Написання
24 вересня 2015 на презентації технотрилера «Бот: Ґуаякільський парадокс» автор заявив, що вже тієї ж осені «почне працювати над втіленням у життя своєї найбільш потужної ідеї, що вже три роки „вариться“ у його голові».
Відтак, 3 листопада, в одному зі своїх інтерв'ю автор зазначив, що пише роман із назвою «Зазирни у мої сни». Тоді автор так прокоментував процес написання книги: «Вона починає тебе розбурхувати і викликає відчуття ейфорії таке, як колись, але не тому що це перша книга, а тому що настільки чудова історія. Вже уявляється скільком людям сподобається, і ти знову починаєш відчувати щось подібне до того, що було на початку кар'єри».
У травні 2016 року Максим Кідрук поставив останню крапку в романі, передав на опрацювання вичитувачам.
Три місяці по тому, в серпні, роман опублікувало видавництво «Клуб Сімейного Дозвілля». Автором ілюстрації до обкладинки став Микита Вепріков.
Наприкінці вересня в одному зі своїх інтерв'ю у відповідь на питання, чи бувають у нього творчі кризи, Максим відповів, що писав роман без натхнення, адже йому подобається те, чим він займається.

## Маркетинг

### Всеукраїнський тур
У вересні 2016 року автор оголосив, що поїде в промо-тур із романом «Зазирни у мої сни», що розпочнеться 26 вересня в Рівному, а відтак відвідає ще понад двадцять українських міст протягом двох місяців, а також низку міст у Німеччині:
|  | Починаємо 26-го з Рівного, і далі - більше двадцяти міст усією країною. Потрібно замовити книги, розіслати книги, надрукувати афіші, продумати рекламу, домовитися з інформаційними партнерами, підшукати зали, купити квитки. Це логістичне пекло, але це те, що я люблю. |

Максим Кідрук, як зазначають інтернет-видання, дуже сумлінно готувався до презентацій свого роману в містах України, що поєднувалось із його умінням розповідати про складне надзвичайно просто. Презентації завжди мали розвивальний характер, наповнювали книгу сенсом і ставали до вподоби відвідувачам. Зокрема Кідрук зачіпав такі теми як життя, смерть, сни, ДНК, космічні процеси.

### Книготрейлер
22 серпня 2016 року на каналі Максима Кідрука на YouTube з'явився книготрейлер до роману «Зазирни у мої сни». На одній із презентацій письменник розповів про його створення. Як виявилось, у книготрейлері знімались не професійні актори, а звичайні люди: Володимир Тадай, Галина Тадай, Олексій Титаренко, Святослав Панчук, Ігор Навроцький. Зйомки відбувались у справжній операційній.
Також згодом Максим Кідрук зазначив, що роман «ЗУМС» цілком заслуговує на екранізацію, адже є найсильнішим із уже опублікованих його творів.

## Критика

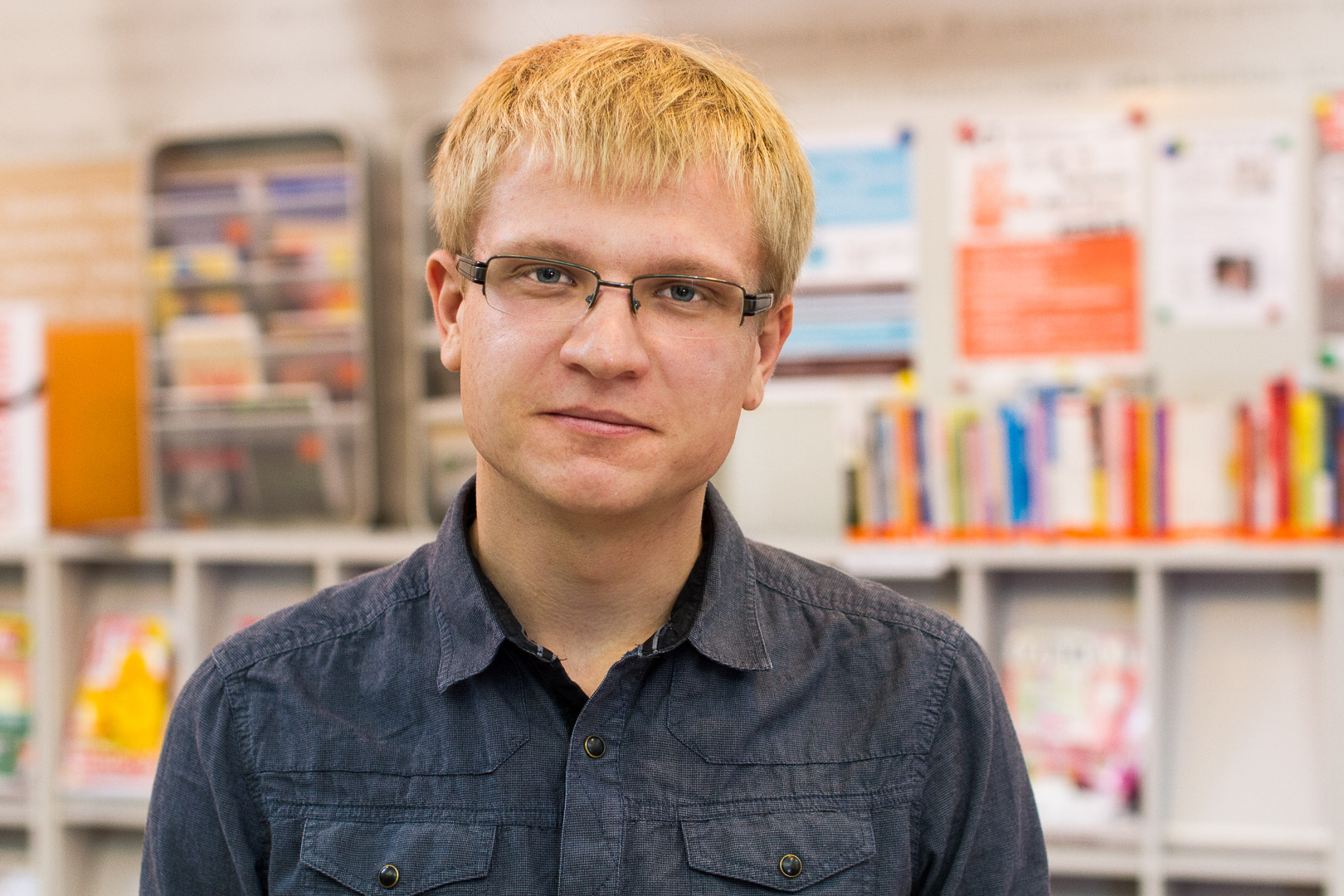
Олександр Михед жартома виокремив фінал роману «Зазирни у мої сни».

Роман «Зазирни у мої сни» був гарно сприйнятий публікою та критиками. Увійшов до чарту найочікуваніших книг на Форумі видавців у 2016 році.
Роман прочитав і прокоментував письменник, культуролог і літературознавець Олександр Михед, який разом із Максимом Кідруком брав участь у зустрічі-дискусії в Рівному, що позиціонувалась організаторами як «зустріч майстрів жанру трилер».
Олександр розповів, що прочитав роман «на одному подиху», а також виокремив фінал, який, на його погляд, «ще довго не відпускатиме і викликатиме бажання вибити колись із Кідрука альтернативне закінчення».
Літературний оглядач Анастасія Почекутова зазначила, що в новому романі автор «ніби подорослішав, став більш статечним та виваженим, при цьому залишивши за собою усіма улюблену кінематографічність розповіді».
Оглядач висловила своє прихильне ставлення до роману, а також вказала на неможливість передбачення майбутніх векторів праці Максима Кідрука:
|  | В цілому книга вийшла сильна та не схожа на все те, що ми раніше читали у Кідрука. І що я можу сказати? Такий Кідрук мені сподобався, може, навіть більше за попереднього. Адже після «ЗУМС» дуже важко передбачити, що можна далі чекати від автора. |

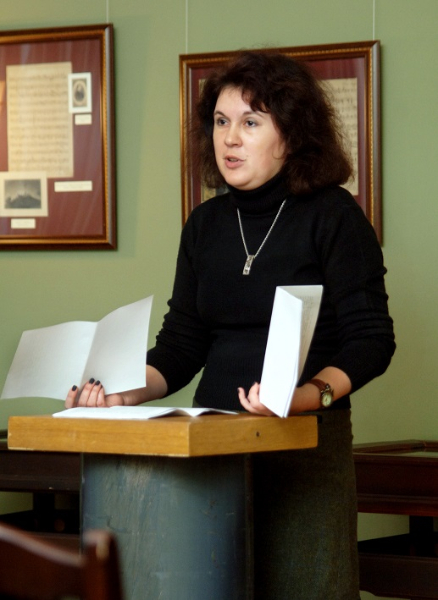
Тетяна Трофименко високо оцінила роман і професійний розвиток автора.

Також критик зазначила, що в новому романі автор «ніби подорослішав, став більш статечним та виваженим, при цьому залишивши за собою усіма улюблену кінематографічність розповіді».
Літературний критик Тетяна Трофименко оцінила творчий розвиток автора і зробила припущення щодо зайняття Максимом Кідруком чільної позиції в сучасній українській літературі:
|  | Направду, якщо автор і далі так старанно працюватиме й не знижуватиме планку письма, його романи в сучукрліті замінять усе. Ну принаймні те, що зараз називають любовним й соціально-психологічним романом, – точно. |

За словами Тетяни Трофименко, «письменник упевнено зайняв нішу в жанровій літературі, а також, щонайважливіше, продемонстрував уміння вибудовувати захопливий сюжет, створювати яскраві образи та характери персонажів».
Також критик оцінила змалювання родинного конфлікту в романі й пообіцяла, що сюжет триматиме читача в напрузі до самого фіналу.
Позитивно відгукнулась про творчий доробок і про самого Максима Кідрука директор книгарні «Букініст» Марина Лібанова: «Мені приємно, що Макс у такому класному віці майже кожного року пише новий роман і від цього його більше знають, читають. Тобто, він сам себе популяризує».